# Alain Vasseur
Alain Vasseur (nascido em 1 de abril de 1948) é um ex-ciclista profissional francês de ciclismo de estrada. Representou França nos Jogos Olímpicos de Verão de 1968, realizados na Cidade do México.